# Liste des titres musicaux numéro un en Autriche en 1992
Cette page liste les titres numéro un dans les meilleures ventes de disques en Autriche pour l'année 1992.

## Classement des singles
| №  | Date         | Artiste                     | Titre                 |
| -- | ------------ | --------------------------- | --------------------- |
| 1  | 3 janvier    | Salt'n'Pepa                 | Let's Talk About Sex  |
| 2  | 10 janvier   | Salt'n'Pepa                 | Let's Talk About Sex  |
| 3  | 17 janvier   | Salt'n'Pepa                 | Let's Talk About Sex  |
| 4  | 24 janvier   | Salt'n'Pepa                 | Let's Talk About Sex  |
| 5  | 31 janvier   | Salt'n'Pepa                 | Let's Talk About Sex  |
| 6  | 7 février    | Salt'n'Pepa                 | Let's Talk About Sex  |
| 7  | 14 février   | The KLF feat. Tammy Wynette | Justified and Ancient |
| 8  | 21 février   | The KLF feat. Tammy Wynette | Justified and Ancient |
| 9  | 28 février   | The KLF feat. Tammy Wynette | Justified and Ancient |
| 10 | 6 mars       | The KLF feat. Tammy Wynette | Justified and Ancient |
| 11 | 13 mars      | The KLF feat. Tammy Wynette | Justified and Ancient |
| 12 | 20 mars      | U96                         | Das Boot              |
| 13 | 27 mars      | U96                         | Das Boot              |
| 14 | 3 avril      | Right Said Fred             | I'm Too Sexy          |
| 15 | 10 avril     | U96                         | Das Boot              |
| 16 | 17 avril     | U96                         | Das Boot              |
| 17 | 24 avril     | U96                         | Das Boot              |
| 18 | 1er mai      | U96                         | Das Boot              |
| 19 | 8 mai        | U96                         | Das Boot              |
| 20 | 15 mai       | Mr. Big                     | To Be with You        |
| 21 | 22 mai       | Mr. Big                     | To Be with You        |
| 22 | 29 mai       | Snap!                       | Rhythm Is a Dancer    |
| 23 | 5 juin       | Snap!                       | Rhythm Is a Dancer    |
| 24 | 12 juin      | Dr. Alban                   | It's My Life          |
| 25 | 19 juin      | Dr. Alban                   | It's My Life          |
| 26 | 26 juin      | Dr. Alban                   | It's My Life          |
| 27 | 3 juillet    | Dr. Alban                   | It's My Life          |
| 28 | 10 juillet   | Dr. Alban                   | It's My Life          |
| 29 | 17 juillet   | Dr. Alban                   | It's My Life          |
| 30 | 24 juillet   | Erasure                     | Abba-esque            |
| 31 | 31 juillet   | Erasure                     | Abba-esque            |
| 32 | 7 août       | Erasure                     | Abba-esque            |
| 33 | 14 août      | Erasure                     | Abba-esque            |
| 34 | 21 août      | Erasure                     | Abba-esque            |
| 35 | 28 août      | Erasure                     | Abba-esque            |
| 36 | 4 septembre  | Erasure                     | Abba-esque            |
| 37 | 11 septembre | Edelweiss                   | Raumschiff Edelweiss  |
| 38 | 18 septembre | Erasure                     | Abba-esque            |
| 39 | 25 septembre | Edelweiss                   | Raumschiff Edelweiss  |
| 40 | 2 octobre    | Edelweiss                   | Raumschiff Edelweiss  |
| 41 | 9 octobre    | Edelweiss                   | Raumschiff Edelweiss  |
| 42 | 16 octobre   | Power Pack                  | Birthday Song         |
| 43 | 23 octobre   | Power Pack                  | Birthday Song         |
| 44 | 30 octobre   | Power Pack                  | Birthday Song         |
| 45 | 6 novembre   | Power Pack                  | Birthday Song         |
| 46 | 13 novembre  | Power Pack                  | Birthday Song         |
| 47 | 20 novembre  | Power Pack                  | Birthday Song         |
| 48 | 27 novembre  | Power Pack                  | Birthday Song         |
| 50 | 4 décembre   | Die Fantastischen Vier      | Die da ?!             |
| 51 | 11 décembre  | Die Fantastischen Vier      | Die da ?!             |
| 52 | 18 décembre  | Die Fantastischen Vier      | Die da ?!             |
| 52 | 25 décembre  | Die Fantastischen Vier      | Die da ?!             |

## Classement des albums
| №  | Date         | Artiste                                         | Titre                           |
| -- | ------------ | ----------------------------------------------- | ------------------------------- |
| 1  | 3 janvier    | Erste Allgemeine Verunsicherung                 | Watumba                         |
| 2  | 10 janvier   | David Hasselhoff                                | David                           |
| 3  | 17 janvier   | Erste Allgemeine Verunsicherung                 | Watumba                         |
| 4  | 24 janvier   | Queen                                           | Greatest Hits II                |
| 5  | 31 janvier   | Queen                                           | Greatest Hits II                |
| 6  | 7 février    | Genesis                                         | We Can't Dance                  |
| 7  | 14 février   | Genesis                                         | We Can't Dance                  |
| 8  | 21 février   | Bonnie Tyler                                    | Bitterblue                      |
| 9  | 28 février   | Genesis                                         | We Can't Dance                  |
| 10 | 6 mars       | Genesis                                         | We Can't Dance                  |
| 11 | 13 mars      | Genesis                                         | We Can't Dance                  |
| 12 | 20 mars      | Genesis                                         | We Can't Dance                  |
| 13 | 27 mars      | Genesis                                         | We Can't Dance                  |
| 14 | 3 avril      | Genesis                                         | We Can't Dance                  |
| 15 | 10 avril     | Bruce Springsteen                               | Human Touch                     |
| 16 | 17 avril     | Bruce Springsteen                               | Human Touch                     |
| 17 | 24 avril     | Simply Red                                      | Stars                           |
| 18 | 1er mai      | Simply Red                                      | Stars                           |
| 19 | 8 mai        | Wolfgang Ambros                                 | Die größten Hits aus 20 Jahren  |
| 20 | 15 mai       | Bruce Springsteen                               | Human Touch                     |
| 21 | 22 mai       | Queen                                           | Greatest Hits II                |
| 22 | 29 mai       | Right Said Fred                                 | Up                              |
| 23 | 5 juin       | Guns N' Roses                                   | Use Your Illusion II            |
| 24 | 12 juin      | Dr. Alban                                       | One Love                        |
| 25 | 19 juin      | Dr. Alban                                       | One Love                        |
| 26 | 26 juin      | Dr. Alban                                       | One Love                        |
| 27 | 3 juillet    | Elton John                                      | The One                         |
| 28 | 10 juillet   | Elton John                                      | The One                         |
| 29 | 17 juillet   | Elton John                                      | The One                         |
| 30 | 24 juillet   | Elton John                                      | The One                         |
| 31 | 31 juillet   | Rainhard Fendrich & Wiener Symphoniker          | Wiener Festwochen               |
| 32 | 7 août       | Elton John                                      | The One                         |
| 33 | 14 août      | Dr. Alban                                       | One Love                        |
| 34 | 21 août      | Guns N' Roses                                   | Use Your Illusion II            |
| 35 | 28 août      | Guns N' Roses                                   | Use Your Illusion II            |
| 36 | 4 septembre  | Ostbahn Kurti & Die Chefpartie                  | A blede Gschicht...             |
| 37 | 11 septembre | Ostbahn Kurti & Die Chefpartie                  | A blede Gschicht...             |
| 38 | 18 septembre | Ostbahn Kurti & Die Chefpartie                  | A blede Gschicht...             |
| 39 | 25 septembre | Ostbahn Kurti & Die Chefpartie                  | A blede Gschicht...             |
| 40 | 2 octobre    | Ostbahn Kurti & Die Chefpartie                  | A blede Gschicht...             |
| 41 | 9 octobre    | Ostbahn Kurti & Die Chefpartie                  | A blede Gschicht...             |
| 42 | 16 octobre   | Falco                                           | Nachtflug                       |
| 43 | 23 octobre   | Prince & The New Power Generation               | Love Symbol                     |
| 44 | 30 octobre   | Falco                                           | Nachtflug                       |
| 45 | 6 novembre   | ABBA                                            | ABBA Gold - Greatest Hits       |
| 46 | 13 novembre  | ABBA                                            | ABBA Gold - Greatest Hits       |
| 47 | 20 novembre  | ABBA                                            | ABBA Gold - Greatest Hits       |
| 48 | 27 novembre  | ABBA                                            | ABBA Gold - Greatest Hits       |
| 50 | 4 décembre   | ABBA                                            | ABBA Gold - Greatest Hits       |
| 51 | 11 décembre  | Hubert von Goisern und die Original Alpinkatzen | Aufgeigen stått niederschiassen |
| 52 | 18 décembre  | ABBA                                            | ABBA Gold - Greatest Hits       |
| 52 | 25 décembre  | ABBA                                            | ABBA Gold - Greatest Hits       |